# Alamo

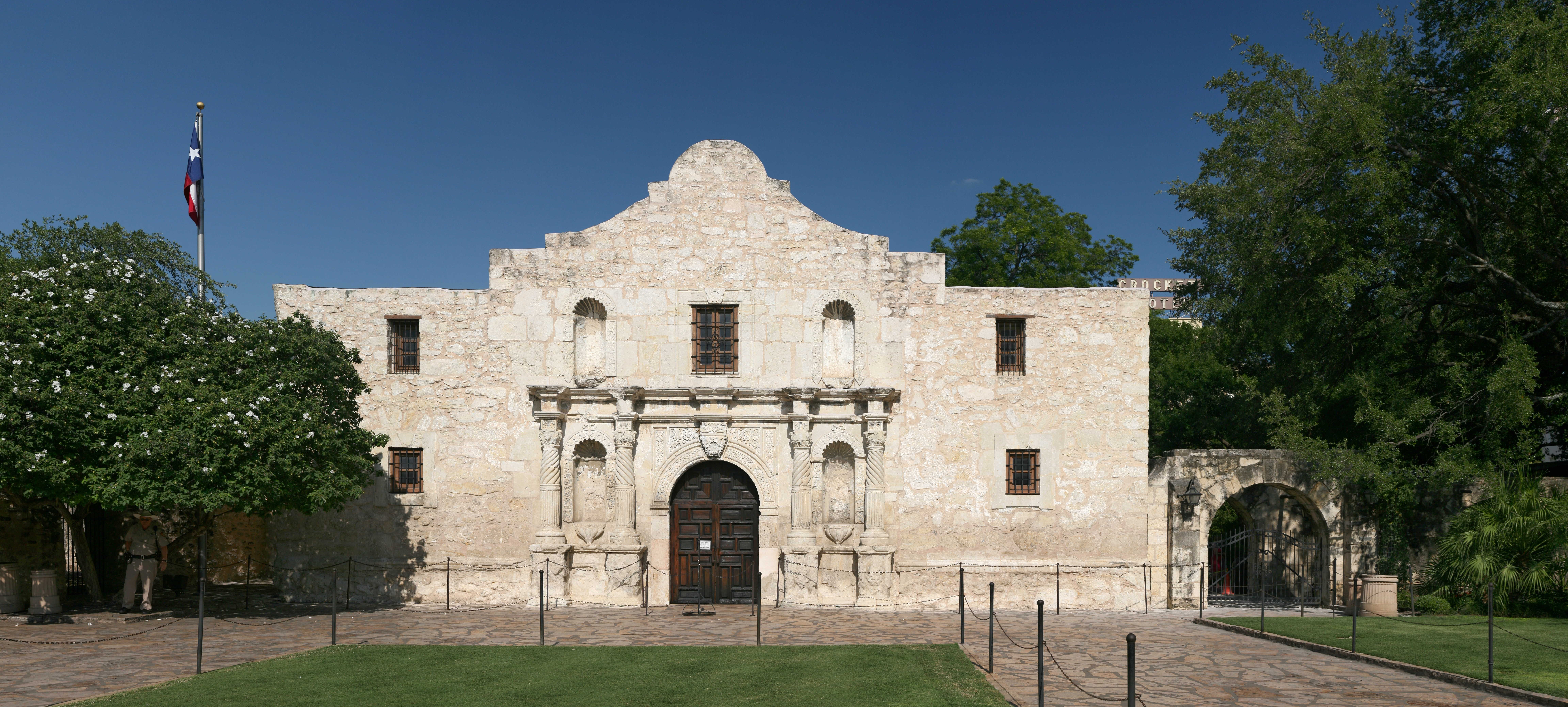
The Alamo in San Antonio

Das Alamo (álamo spanisch für Pappel) ist eine zum Fort ausgebaute ehemalige Missionsstation in der texanischen Stadt San Antonio. Bekannt wurde es durch die Schlacht von Alamo des Texanischen Unabhängigkeitskrieges 1835/1836, als die Verteidiger des Forts schließlich von mexikanischen Truppen besiegt wurden. Alamo gehört heute als Teil der San Antonio Missions zum Welterbe in den Vereinigten Staaten von Amerika.

## Geschichte
Nach der Grundsteinlegung am 8. Mai 1744 wurde am Platz des heutigen Museums „The Alamo“ die „Misión San Antonio de Valero“, kurz El Álamo, errichtet, deren Vorläufer bereits seit 1718 existierten. Die spanische Säkularisation beendete die seit 1765 stattfindende Missionierung durch Franziskaner und löste 1793 die Mission auf. Das Missionsgebäude wurde seit Beginn des 19. Jahrhunderts von einer spanischen Kavallerie-Einheit genutzt, auf die die Bezeichnung „Alamo“ zurückgeht: Die Soldaten stammten aus Alamo de Parras, einer Stadt im mexikanischen Bundesstaat Coahuila. Eine andere Variante führt den Namen auf das spanische Wort álamo zurück, das die Pappeln bezeichnete, die die Missionsstation schon von weitem erkennbar machten und dort Schatten spendeten.

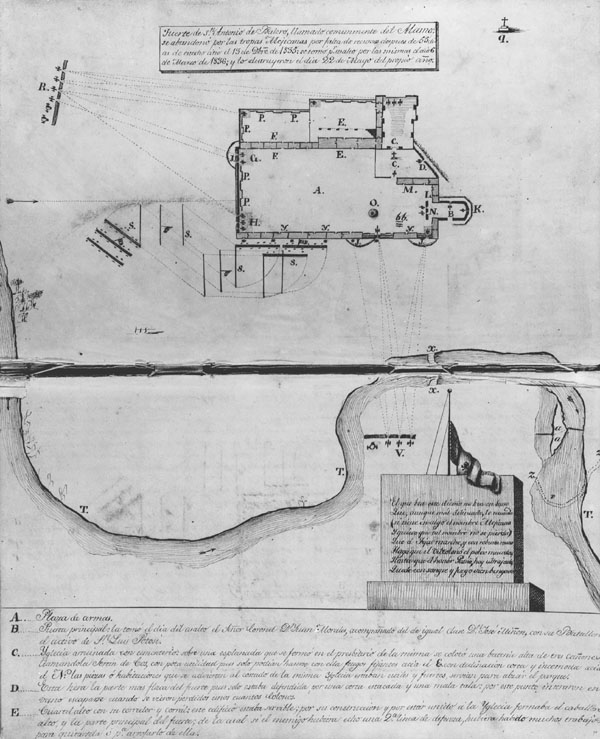
Historischer Grundriss der Anlage.

Im Mexikanischen Unabhängigkeitskrieg (1815–1821) eroberten die gegen Spanien aufständischen Mexikaner das Fort. Der Texanische Unabhängigkeitskrieg begann am 2. Oktober 1835 und führte schließlich zur Unabhängigkeit Texas’ von Mexiko. In seinem Verlauf wurde „The Alamo“ im Dezember 1835 von den aufständischen Siedlern besetzt und weiter befestigt. Der frühere Gouverneur des US-Staates Tennessee, Sam Houston, übernahm den Oberbefehl über die texanischen Truppen. Als der mexikanische General und Präsident Santa Anna mit 7.000 Mann den Rio Grande überschritt, um den Aufstand niederzuschlagen, wurde Houstons vorläufiger Rückzug von den etwa 200 Verteidigern im Alamo vom 23. Februar bis zum 6. März 1836 gedeckt. Am 2. März 1836 erklärte Texas seine Unabhängigkeit von Mexiko.
Die Anführer im Alamo waren der 26-jährige Oberstleutnant William Travis, der knapp 40-jährige Abenteurer James (Jim) Bowie und der 49-jährige Kriegsheld und Politiker Davy Crockett. Nach 13 Tagen verlustreicher Belagerung wurde „The Alamo“ gestürmt, fast alle männlichen Verteidiger wurden getötet, Frauen und Kinder größtenteils verschont. 189 bei der Verteidigung des Alamo Gefallene sind namentlich bekannt. Insgesamt könnten es jedoch bis zu 257 gewesen sein. Laut einer Tagebuchaufzeichnung von José Enrique de la Peña fielen aber nicht alle im Kampf. Einige Streiter gerieten in Gefangenschaft (einschließlich Davy Crockett). Der kommandierende General Manuel Fernández Castrillón wollte sie begnadigen, aber General Santa Anna befahl die Hinrichtung aller männlichen Überlebenden.
Mit dem Schlachtruf „Remember the Alamo!“ gewannen die Texaner unter Houston drei Wochen später die kriegsentscheidende Schlacht von San Jacinto beim heutigen Deer Park im Harris County. Texas blieb in der Folge einige Jahre unabhängige Republik und trat 1845 den USA bei.

## Rezeption
Bis heute ist der Kampf um das Fort einer der wichtigsten und häufig stark verklärten Mythen der US-amerikanischen Geschichte, der als Symbol von „Mut und Opferbereitschaft im Namen der Freiheit“ gesehen wird. Im Dezember 1960 erhielt die Stätte den Status eines National Historic Landmarks zuerkannt. Alamo ist seit Oktober 1966 als Bauwerk im National Register of Historic Places eingetragen. Außerdem ist das Bauwerk Contributing Property des Alamo Plaza Historic Districts, der im Juli 1977 eingerichtet wurde. Das Museum „The Alamo“ zieht nach eigenen Angaben jährlich 2,5 Millionen Besucher an und ist damit eine der meistbesuchten Attraktionen des Landes. Seit dem 5. Juli 2015 gehören die San Antonio Missions (San Antonio Spanish Missions), zu denen auch The Alamo gehört, zum Unesco-Weltkulturerbe.
In besonderem Maße hat sich der Musiker Phil Collins um das Gedenken an die Geschichte verdient gemacht. Er sammelte unzählige Gegenstände, Dokumente, Illustrationen und Bilder und veröffentlichte diese im März 2012 in seinem Buch The Alamo and Beyond: A Collector’s Journey, einem detailliert recherchierten geschichtlichen Abriss jener Zeit. Diese umfangreiche Sammlung stiftete Collins 2014 fast vollständig dem Alamo-Museum und der Bevölkerung von Texas und sorgte so dafür, dass die über 200 Einzelstücke als ein Teil des geschichtlichen Erbes dorthin zurückkehrten, von wo sie einst stammten.
Die Ereignisse um die Schlacht von Alamo wurden vielfach, nicht selten romantisierend, verfilmt. Am bekanntesten sind Alamo unter der Regie von John Wayne (1960) und der Film Alamo – Der Traum, das Schicksal, die Legende von John Lee Hancock aus dem Jahr 2004. Zu erstgenannter Fassung schrieb Dimitri Tiomkin die Filmmusik, darunter die Ballad Of The Alamo. Der Folksong Remember The Alamo, geschrieben 1955 von der texanischen Folksängerin Jane Bowers, handelt von der heldenhaften Verteidigung des Forts und wurde von zahlreichen Interpreten gesungen und bekannt gemacht, u. a. von Johnny Cash, Willie Nelson und Donovan (siehe englische Wikipedia). Auch in der Komödie Pee-Wee’s irre Abenteuer spielt die ehemalige Missionsstation von Alamo eine zentrale Rolle.
Im vielfältigen Gedenken an die Schlacht wird nur selten erwähnt, dass eine der Ursachen für die texanischen Unabhängigkeitsbestrebungen die Abschaffung der Sklaverei durch das Mutterland Mexiko war. Dies bedrohte die Plantagenwirtschaft der Texaner, weswegen sie rebellierten. Insofern ist die Assoziation des Alamo mit Freiheit irreführend, da damit auch die Freiheit, Sklaven zu besitzen, gemeint war. Auch dass unter den Toten mehrere Tejanos waren, findet im Gedenken keine Berücksichtigung. Dies und mehrere Falschdarstellungen um die Schlacht von Alamo motivierten den Journalisten Chris Tomlinson zu seinem Buch Forget the Alamo.